# Amlash
.
Amlash (farsi املش) è il capoluogo dello shahrestān di Amlash, circoscrizione Centrale, nella provincia di Gilan. Aveva, nel 2006, una popolazione di 15.047 abitanti. 

## Storia e ritrovamenti

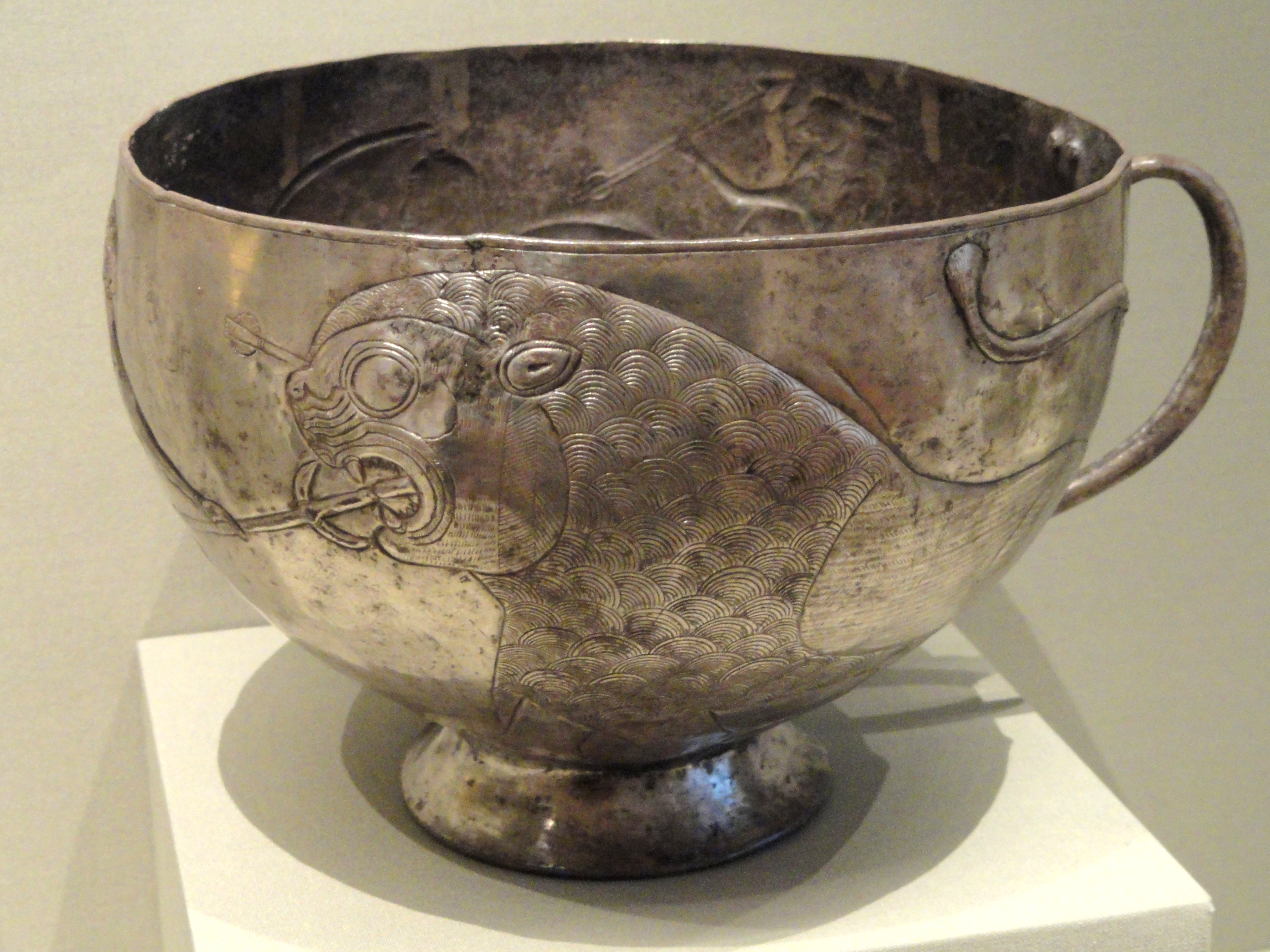
Tazza con leoni, argento 1100-1000 a.C. - Cleveland Museum of Art

Scavi archeologici clandestini (attestati dal 1959) portano alla luce, nei dintorni di Amlash, una serie di reperti, i più antichi dei quali risalgono alla fine del secondo millennio a.C.; altri sono attribuibili alla cultura Sassanide mentre per altri è difficile individuare periodo e cultura a causa della decontestualizzazione e di possibili contraffazioni.